# Museo diocesano (La Spezia)
Il Museo diocesano della Spezia è in via del Prione 156.

## L'edificio

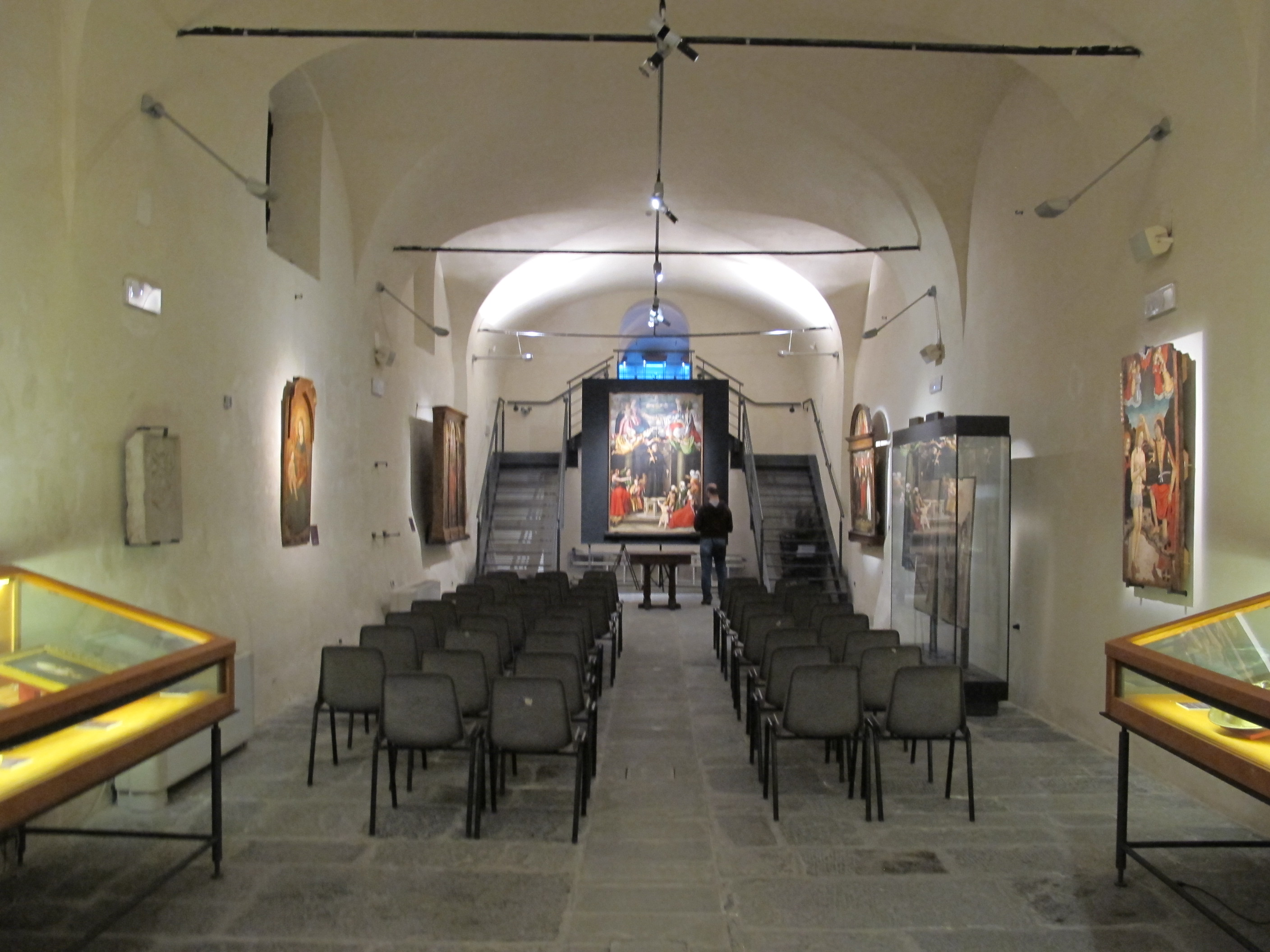
Interno

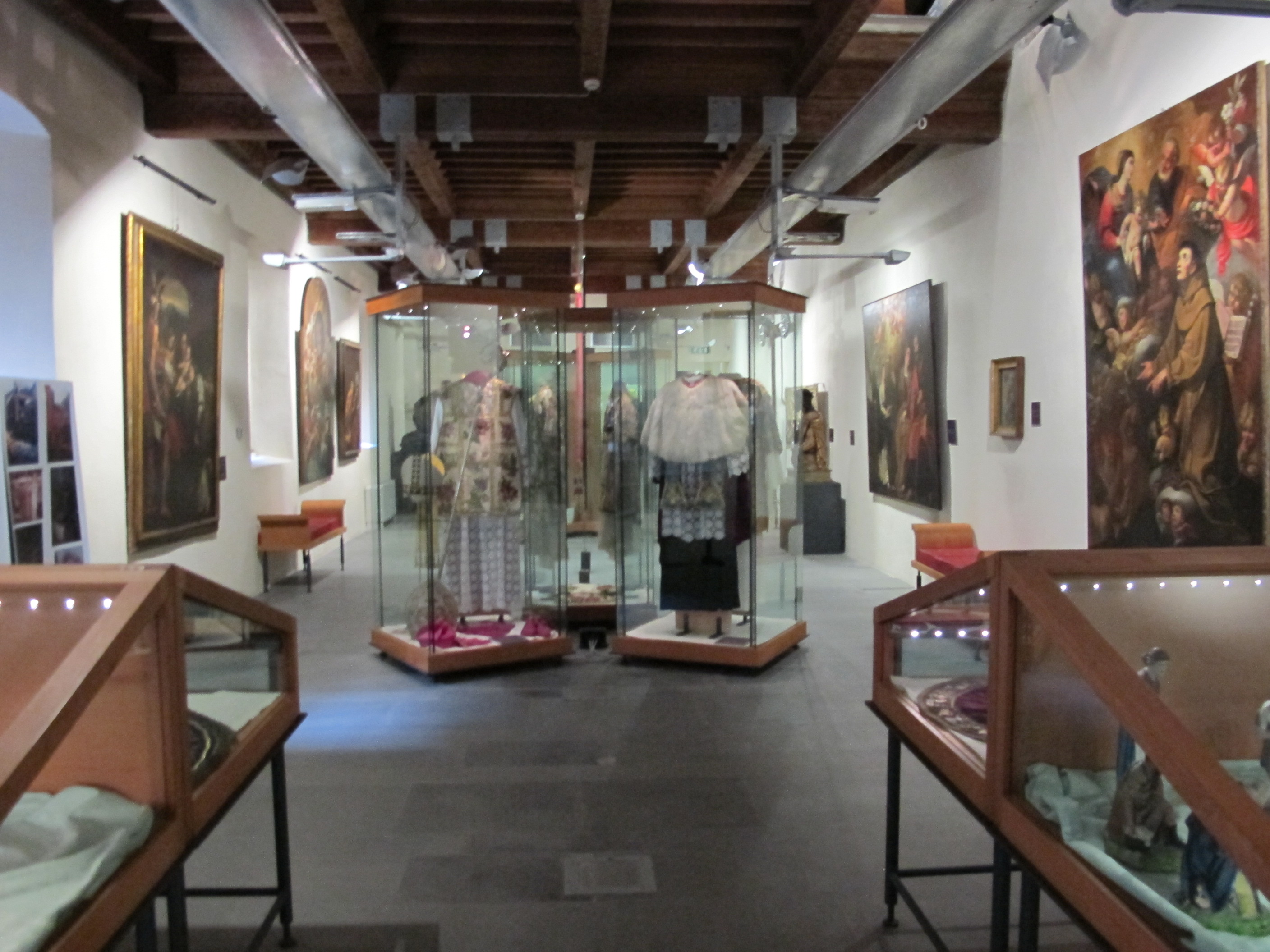
Interno

Il Museo diocesano ha sede nell'antico edificio dell'Oratorio di San Bernardino, (XV secolo), nell'antica via del Prione, nel luogo in cui nella cinta muraria medievale era la porta di ingresso per chi proveniva da Genova.
Attualmente il Museo è articolato su due piani.
Dopo essere stato soppresso dalle riforme napoleoniche ed essere stato a lungo sede della Pubblica Assistenza cittadina, l'edificio dell'antico oratorio è stato recuperato a fini espositivi nell'ambito del programma di apertura al pubblico dei Musei Diocesani della Spezia, Sarzana e Brugnato. 
La necessità di questa triplice attribuzione di sedi deriva dalla complessa vicenda storica della Diocesi spezzina: originariamente nata a Luni, fu poi trasferita a Sarzana nel 1204. Nel 1133 fu privata di una porzione di territorio per la creazione della Diocesi di Brugnato da parte della neonata arcidiocesi di Genova. Infine nel 1929 la sede episcopale è stata trasferita alla Spezia.

## La collezione
Il Museo ospita una serie di pannelli illustrativi e di reperti qui ordinati al fine di restituire le dinamiche storiche del territorio diocesano, le mutazioni geografiche che ha conosciuto, le istituzioni ecclesiastiche, gli ordini religiosi maschili e femminili, le opere di carità ed assistenza. 

Le collezioni permanenti di manufatti artistici della vita della diocesi si accompagnano necessariamente all'esposizione temporanea e tematica di oggetti liturgici ed ecclesiastici in genere, per restituire un quadro completo della vicenda religiosa del territorio senza depauperare in maniera stabile il patrimonio di pertinenza delle parrocchie e degli enti.
Il museo ripercorre la storia della locale diocesi, offrendo al visitatore un percorso sulle opere che hanno accompagnato la formazione diocesana tra Golfo, Riviera ed entroterra. Fra tutte le opere, particolarmente degne di nota sono la Triplice incoronazione di San Nicola da Tolentino di Antonio da Carpena, del 1539 e la Vergine con il Bambino proveniente dalla chiesa di Santo Stefano di Marinasco.

## Il percorso espositivo
La visita del Museo ha inizio con la sala del Carpenino con la sua Triplice incoronazione o Gloria di San Nicola da Tolentino (opera esposta nel Braccio Carlomagno in Vaticano) cui fanno corona reperti lapidei provenienti da chiese ed oratori demoliti per il rinnovamento edilizio della città. 

A corredare la grande tavola del Carpenino, il Comune ha prestato la piccola tavola del San Girolamo penitente sempre di Antonio Carpenino.
Di notevole interesse sono le due Madonne di scuola pisana provenienti da Fabiano e Marinasco, lo stendardo processionale in tela dipinto su entrambi i lati da Carlo Braccesco. Da notare poi i due trittici provenienti uno da Chiesanuova: di Nicolò Vespasiano, I Santi Giovanni Evangelista, Sebastiano, Rocco, e del da Legnaro: I Santi Lucia, Antonio Abate e Biagio. 

Visibili le due tavole restaurate della donazione del professor Mauro Manfredi. 
Di particolare interesse è la Madonna di Jacopo Spinolotto (1476), primo pittore spezzino conosciuto. 
L'opera era stata rubata del 1974 dalla Pieve di San Venerio; ritrovata nel 2007 è tornata il 14 giugno 2008 ad arricchire la sala.
Da non sottovalutare le finissime tele di Carlo Braccesco e la piccola tavola cinquecentesca (ancora in attesa di attribuzione) con l'Ecce Homo.
L'imminente ritorno da Oldenburg (Germania) dei due cofanetti eburnei di Federico II (di scuola siculo-araba) costringono ad una nuova disposizione all'interno delle già pregevoli vetrine.

Tra le opere della sala del tesoro splendono il Calice di oreficeria parigina noto col nome di Enrico VIII  (proprietà della Parrocchia di Sant'Andrea di Levanto), il bel reliquiario di San Giovanni Battista opera di argentiere genovese (proprietà della Parrocchia di San Giovanni Battista di Riomaggiore), l'argenteria pregiata (Torretta, GE) delle parrocchie di Cassana, Biassa, Portovenere, Montemarcello, Brugnato e Santa Maria, La Spezia, ecc.
La sala del Ciborio, prezioso tabernacolo ligneo della Parrocchia di Monterosso, si apre con la storia della costruzione della nuova Cattedrale della Spezia a partire dal primo concorso indetto nel 192-31 sino alla realizzazione dell'attuale degli architetti Libera e Galeazzi nel 1974. 

Vi si trovano preziose tele provenienti dalla Liguria e comunque legate alla storia religiosa della Diocesi, una copia coeva di buonissima fattura della Madonna di San Girolamo del Correggio della Galleria nazionale di Parma, la Sacra conversazione del De Ferrari, la Comunione dei Santi del Bertolotto, una ricchissima serie di paramenti con un paliotto di finissimo ricamo, l'unico ostensorio ligneo che si conosca, tronetti dorati, un Ecce Homo ligneo certamente di scuola del Maragliano, cappini delle Confraternite...altre opere in arrivo dopo il restauro.
Il Diocesano della Spezia vorrebbe nel tempo presentare sempre opere nuove per far conoscere le inestimabili ricchezze che sono nelle parrocchie o nascoste nelle casseforti.
Nel programma a cura dell'Associazione San Bernardino che gestisce il museo ha preso l'avvio una serie di mostre di artisti concittadini sul tema dell'arte sacra contemporanea.

## Galleria d'immagini

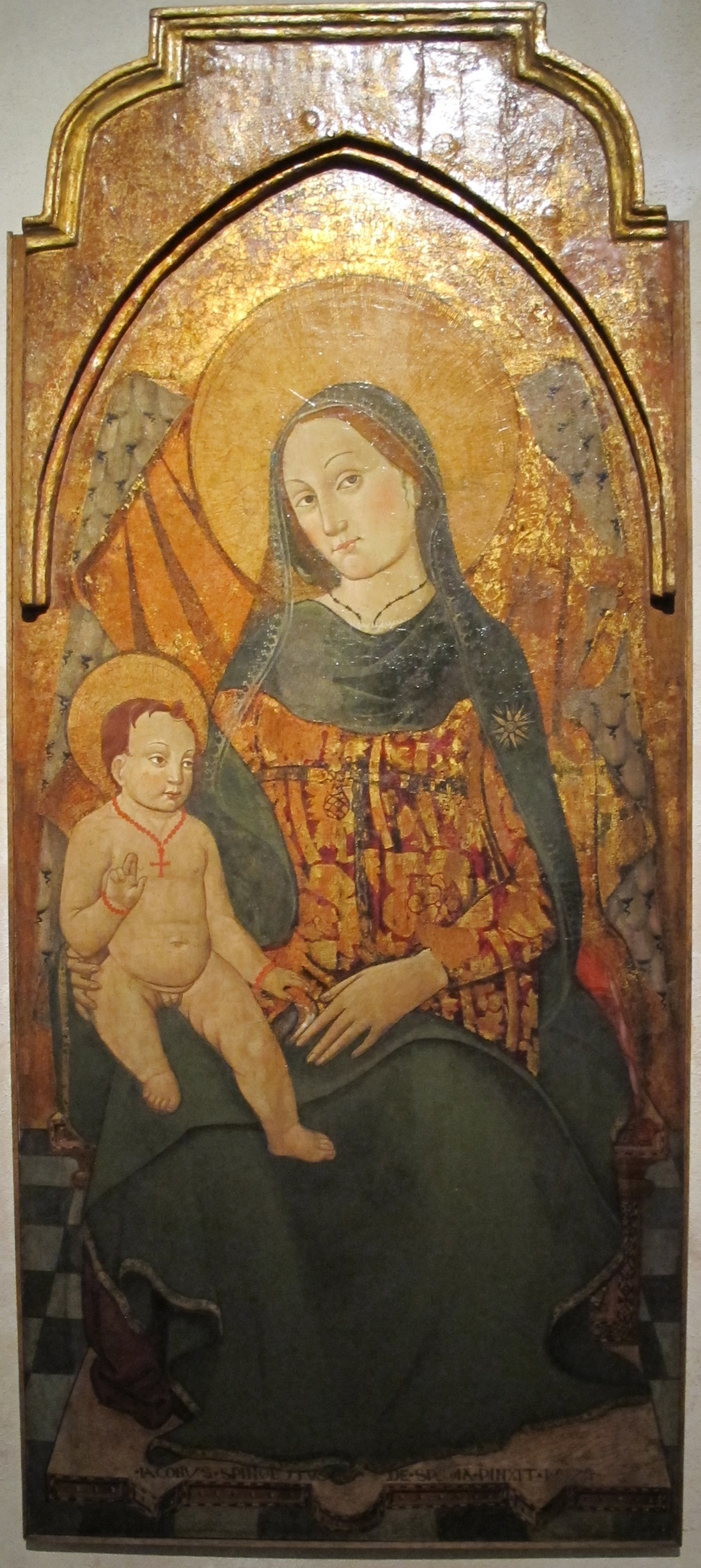
Jacopo Spinolotto, Madonna con il Bambino, 1476
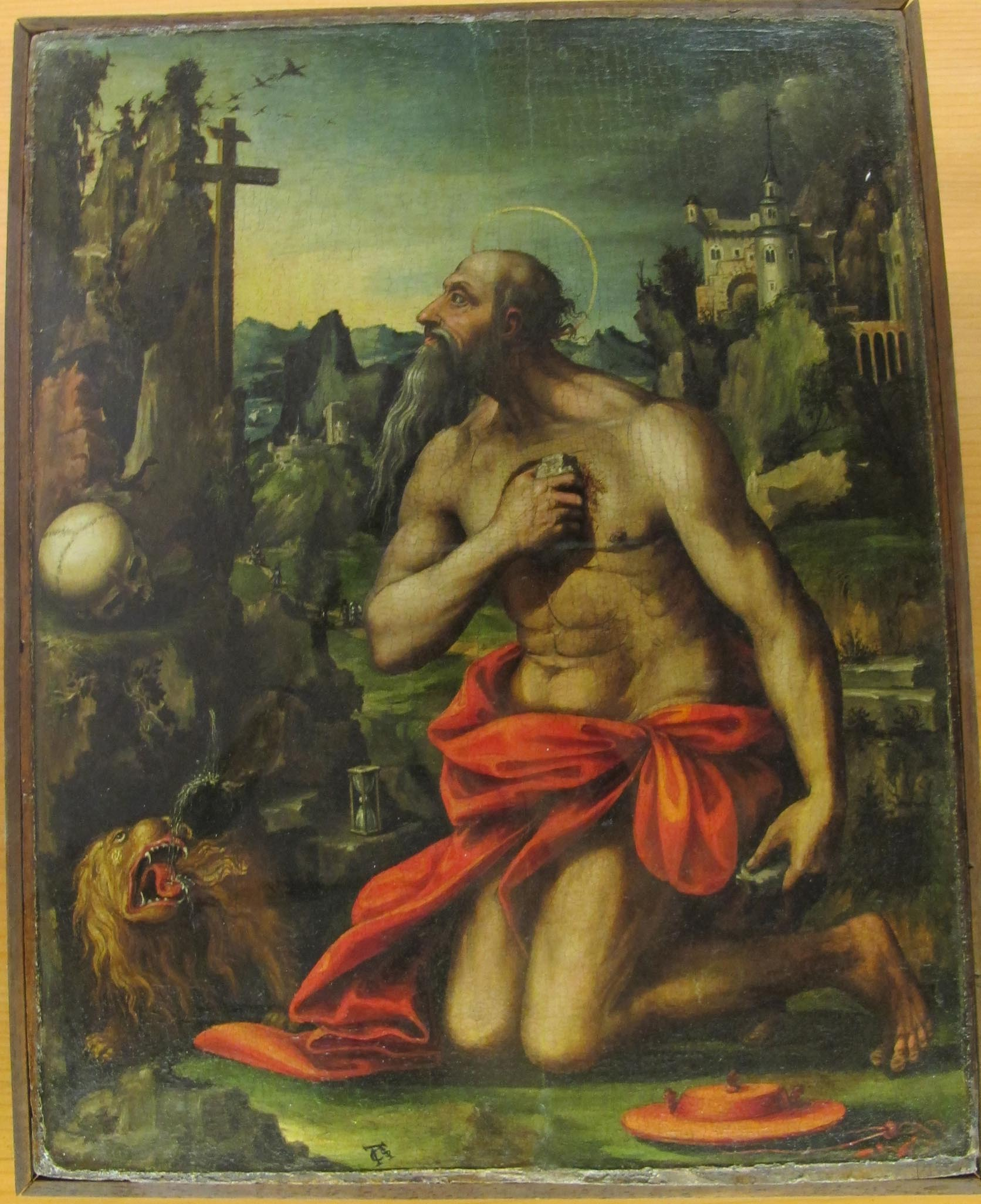
Antonio da Carpena, San Girolamo penitente